# Plau am See
Plau am See è una città del Meclemburgo-Pomerania Anteriore, in Germania. Essa si trova sulla riva occidentale del lago di Plau, che da lei prende il nome (Plauer See in lingua tedesca).
Appartiene al circondario di Ludwigslust-Parchim ed è amministrata dall'Amt Plau am See.

## Geografia antropica

### Suddivisioni amministrative
Appartengono alla città di Plau am See le frazioni (Ortsteil) di Gaarz, Karow, Hof Lalchow, Klebe, Leisten, Quetzin e Reppentin.